# Wai-Ching Angela Wong
Wai-Ching Angela Wong (em chinês tradicional: 黃慧貞; nascida em 15 de novembro de 1959) é uma estudiosa de teologia feminista asiática de Hong Kong. Ela é vice-presidente de programas do United Board for Christian Higher Education na Ásia desde 2016.

## Biografia
Crescendo em Hong Kong, Wong recebeu um BA da Universidade Chinesa de Hong Kong em 1985, um BD da South East Asia Graduate School of Theology em 1989, e um MA (1991) e PhD (1997) em Estudos Religiosos da Universidade de Chicago. Sua tese de doutorado foi posteriormente publicada como "The Poor Woman": A Critical Analysis of Asian Theology and Contemporary Chinese Fiction by Women (2002). Em 2000, ela começou a lecionar na Universidade Chinesa de Hong Kong, primeiro no Chung Chi College antes de se mudar para o Departamento de Estudos Culturais e Religiosos. Em 2016, ela ingressou no United Board for Christian Higher Education na Ásia como vice-presidente de programas.
Wong é conhecida como pioneira da teologia feminista asiática, baseando-se na teologia pós-colonial.

## Obras
- Wai-Ching Angela Wong (2002). The Poor Woman: A Critical Analysis of Asian Theology and Contemporary Chinese Fiction by Women. [S.l.]: Peter Lang. ISBN 978-0-8204-4899-2
- Tam, Siumi Maria; Wong, Wai-Ching Angela; Wang, Danning, eds. (2014). Gender and Family in East Asia. [S.l.]: Routledge. ISBN 978-1-134-73887-8
- Wong, Wai-Ching Angela; Chiu, Patricia P. K., eds. (2018). Christian Women in Chinese Society: The Anglican Story. [S.l.]: Hong Kong University Press. ISBN 978-988-8455-92-8